# Chateaugay
Chateaugay és una població dels Estats Units a l'estat de Nova York. Segons el cens del 2000 tenia 798 habitants.

## Demografia
Segons el cens del 2000, Chateaugay tenia 798 habitants, 338 habitatges, i 209 famílies. La densitat de població era de 285,3 habitants/km².
Dels 338 habitatges en un 27,8% hi vivien nens de menys de 18 anys, en un 44,7% hi vivien parelles casades, en un 12,4% dones solteres, i en un 37,9% no eren unitats familiars. En el 32,5% dels habitatges hi vivien persones soles el 14,8% de les quals corresponia a persones de 65 anys o més que vivien soles. El nombre mitjà de persones vivint en cada habitatge era de 2,33 i el nombre mitjà de persones que vivien en cada família era de 2,9.
Per edats la població es repartia de la següent manera: un 23,6% tenia menys de 18 anys, un 8,6% entre 18 i 24, un 28,2% entre 25 i 44, un 23,3% de 45 a 60 i un 16,3% 65 anys o més.
L'edat mediana era de 39 anys. Per cada 100 dones de 18 o més anys hi havia 86,5 homes.
La renda mediana per habitatge era de 34.000 $ i la renda mediana per família de 35.750 $. Els homes tenien una renda mediana de 33.333 $ mentre que les dones 25.096 $. La renda per capita de la població era de 16.436 $. Entorn del 13,5% de les famílies i el 16,3% de la població estaven per davall del llindar de pobresa.